# NN-59
La carretera NN‑59 es una vía colectora secundaria ubicada en el departamento de Jinotega. Con una longitud de 18,6 km, conecta el municipio de San José de Bocay con zonas rurales hacia el sur, sirviendo como vía de penetración local desde la NIC-3 hacia áreas de montaña.

## Trazado y cruces
| km   | Localidad / Punto          | Departamento | Conexión / Ruta |
| ---- | -------------------------- | ------------ | --------------- |
| 0,0  | San José de Bocay          | Jinotega     | NIC 3           |
| 9,5  | Comunidad rural intermedia | Jinotega     | —               |
| 18,6 | Camino rural a El Cuá      | Jinotega     | Fin de ruta     |

## Coordenadas
Un tramo de la NN‑59 se encuentra en: 13°35′42″N 85°30′01″O / 13.5951, -85.5003